# Љубица Хаџи Павловић
Љубица хаџи Павловић (Нови Сад, 30. август 1878 — Панчево, 29. јун 1959) била је српска добротворка.

## Биографија
Потиче из познате војвођанске племићко-грађанске породице Новић која је својевремено била активна у политичком и друштвеном животу Новог Сада. Отац Љубичин, Павле, завршио је право у Пешти, бавио се адвокатуром а био је и сенатор, велики капетан, конзисторијални фискал архидијецезе. У три мандата биран је за потпредседника Матице српске, био је и председник Српског друштва радиности. Љубичина мајка, Кристина Павловић, родом родом је из Сент Андреје. Још у 19. веку залагала се за побољшање услова живота и рада у девојачким школама и еманципацију женске омладине. Била је дугогодишња потпредседница Добротворне задруге „Српкиња Новосаткиња“.
Након преране смрти оца (1892), Љубица је остала са мајком и два брата који су наставили да управљају породичним имањем у Ченеју. Браћа се нису женили рано су се упокојили. Убрзо по завршетку Више девојачке школе у Новом Саду, Љубица се удала за кикиндског адвоката Бикара, али брак није дуго трајао.
Љубица је почетком 20. века дошла из Новог Сада у Панчево ради склапања брака са инжењером Ђорђем Павловићем (1866-1946), потоњим српским великим жупаном и градским начелником (1919-1920). Живели су у центру Панчева, у породичној кући Павловића. Ситуирани брачни пар окружен грађанском удобношћу енергију усмерава ка друштвеним и организацијама чија је потка доброчинство, човекољубље, комуникација.
Васпитање добијено у породици, усађени хуманизам и енергија водили су Љубицу Хаџипавловић у свим њеним акцијама који није лако ни набројати. Листајући разноразне спискове добротвора са ублаженим прилозима које су панчевачке хуманитарне организације педантно водиле, Хаџипавловићи су увек на првом месту. Тамо где су најбогатији давали 100, они су прилагали 500 динара. Жеља им је била да се део богатства које су поседовали упути онима којима је помоћ била најпотребнија.
Љубица Хаџипавловић, између осталог, била је и дугогодишња председница Добротворнр задруге „Српкиња панчевачких“. Донацијама институција и појединаца, Задруга је обезбеђивала средства и домаћински их усмеравала као сталну месечну или једнократну помоћ угроженима, наменски их трошила за куповину одела деци сиромашних породица, за израду рубља и потрепштин за међународни Црвени крст. Задруга је имала и свој огранак, Девојачко коло, са основним задатком да помаже у образовању женске омладине. У оквиру Задруге деловала је Радничка школа која је подучавала младе сркиње шивењу, кројењу и другим занимањима које ће им помоћи да дођу до самосталне зараде. Један од постулата Задруге „да је најбоље доброчинство дати човеку поштена рада и зараде“, у потпуности оправдава постојање школе која је под будним оком председнице Љубице Хаџипавловић у потпуности испунила своју мисију. Овом приликом немогуће је не споменути значајну акцију Задруге коју је иницирала њена председница. Наиме, код Сената града Панчева испословано је да се за Беле Русе који су се после егзодуса затекли у том граду, а немају никаквих прихода и нису способни за рад, обезбеди смештај и редовна исхрана. Веза два словенска народа и овом приликом учвршћена је формирањем Руско-југословенске заједнице (1933).
Културне везе са Француском после Првог светског рата резултирале су оснивањем многих српско-француских клубова у тадашњој Краљевини СХС са циљем да се продуби пријатељство дојучерсшњих ратних савезника. Тако је у Панчеву, у кући Хаџипавлоића (1921) свечано отворен Француски клуб, а за прву председницу изабрана је управо Љубица Хаџипавловић. Клуб ће бити активан 20 година и исто толико ће на бити на његовом челу. Од следеће, 1922. године, па све до укидања, Клуб је просторије имао у  ул. Војводе Петра Бојовића 15 и 19.
Сви чланови Француског клуба својски су радили на пропаганди француске културе и језика организовањем чајанки, предавања, изложби...клуб су посећивале значајне личности из пријатељске Француске, других држава, али и из културног и јавног живота наше земље.